# Charles Clayton
Charles Clayton ( Derbyshire, Inglaterra, 5 de octubre de 1825 - Oakland, California 4 de octubre de 1885 en) fue un político inglés-estadounidense de origen británico. Representó al estado de California en la Cámara de Representantes de los Estados Unidos entre 1873 y 1875.

## Carrera
Charles Clayton asistió a las escuelas públicas de su Inglaterra natal. En 1842 emigró a los Estados Unidos. Pocos años después se trasladó a California. Entre 1849 y 1850 se desempeñó como alcalde  de Santa Clara. En esta ciudad también fundó varios molinos de grano y trabajó como molinero durante algún tiempo. Más tarde se estableció en San Francisco. Al mismo tiempo, comenzó su carrera política como miembro del Partido Republicano. Entre 1863 y 1866 fue miembro de la Asamblea Estatal de California. Entre 1864 y 1869 fue miembro del Consejo de Supervisores de San Francisco. En 1870 dirigió la aduana en el área metropolitana de San Francisco, incluido el puerto.
En las elecciones al Congreso de 1872, Clayton fue elegido para representar al primer distrito de California en la Cámara de Representantes de los Estados Unidos en Washington D. C., donde asumió el cargo el 4 de marzo de 1873, sucediendo a Sherman Otis Houghton, quien pasó al cuarto distrito. Al no buscar la reelección en 1874, pudo completar solo un mandato en el Congreso hasta el 3 de marzo de 1875. En los años 1881 y 1882, Charles Clayton dirigió la prisión estatal de California. Falleció el 4 de octubre de 1885, un día antes de cumplir 60 años, en Oakland.